# Bari Ocidental

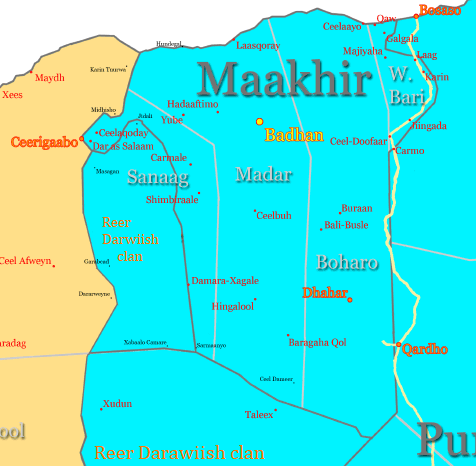
Mapa de Maakhir com a região de Bari Ocidental no nordeste.

Bari Ocidental é uma região do auto-declarado estado autônomo de Maakhir. Bari Ocidental é um pequeno território que fazia parte da região de Bari, controlada por Puntlândia. A capital de Bari Ocidental é a cidade de Qaw. Bari Ocidental é banhada ao norte pelo Golfo de Aden e faz divisa com a região de Boharo a oeste e Puntlândia (região de Bari) a leste e sul.